# 盖镇 (施蒂利亚州)
盖镇（德語：Gai）是奥地利施蒂利亚州莱奥本县的一个市镇。总面积62.22平方公里，总人口1783人，人口密度28.7人/平方公里（2005年）。